# Index (匈牙利网站)
Index是匈牙利一个新闻网站，内容涵盖匈牙利和国际新闻。在2018年，它是匈牙利访问量最大的网站，平均每天的浏览量有150万读者。虽然该网站的大多数文章都是用匈牙利语撰写，但Index每周也以英语发布几篇文章。该网站也是现今匈牙利最后一家仅存的主要独立媒体。

## 历史

### 1995年至1999年：创立初期
lndex的前身Internetto（通常称为iNteRNeTTo），是由匈牙利社会学家安德拉什·尼耶鲁（AndrásNyírő）于1995年创立，他也是该网站的第一任总编辑。 Internetto建立后迅速流行起来，到1996年夏季每天达到2000位读者。这在很大程度上是由于该网站对与名人信息有关的新闻的报道。在Internetto的早期，也看到了该站点自己的论坛Törzsasztal的启动以及一些本地版本，例如iNTeRNeTTo.Szeged。从1995年布達佩斯島節开始，该网站还开始尝试现场报道活动。 1996年，Internetto背后的团队启动了網頁瀏覽器，这起源于当时担任匈牙利总理霍恩·久洛开办的一场虚拟展览，以及与一些著名的公众人物，例如霍恩和安德拉斯·洛瓦西的现场视频访谈，进一步提高了Internetto的知名度。到1999年，该互联网平均每天超过2万名读者。
尽管网站快速发展，但安德拉什·尼耶鲁和Internetto的持有者匈牙利国际数据集团（IDG）之间的关系到1999年已经变糟。匈牙利IDG希望Internetto继续关注名人信息新闻，而安德拉什·尼耶鲁则打算继续扩大其关注范围。匈牙利国际数据集团非正式地警告该网站的员工可能出售或解散Internetto。因此，安德拉什·尼耶鲁与几个同事GáborGerényi、BalázsKéki、AndrásVirág和佩特·乌杰（PéterUj）共同创立了一家名为URL Consulting的公司。
1999年4月份，该公司曾提出以130万或150万匈牙利福林的价格购买lnternetto，但该提议被匈牙利IDG的首席执行官伊斯特万·比洛（István Bíró）拒绝。之后安德拉什·尼耶鲁及其同事Gerényi和Virág于1999年5月11日被解雇，因为伊斯特万·比洛宣布不想与任何支持收购的人一起工作。

### 1999年至2002年：lndex的初期和互聯網泡沫破灭
1999年5月17日，安德拉什·尼耶鲁被Internetto解雇后仅六天后，就宣布启动了一个新网站Index.hu 。该网站的第一版在设计和其源代码方面几乎都是Internetto的直接副本。因此，匈牙利IDG对lndex发起了几次诉讼，但最终都败诉。Index还占用了Internetto的所有编辑人员26人，使得Internetto暂时失灵。到2002年，Index与Internetto的诉讼才告一段落。当时Index购买了Internetto转换为Internetto Index域名之前的档案。
安德拉什·尼耶鲁之后在Index其余管理层的压力下，于1999年12月宣布辞去了Index的总编辑职务。他的职位由佩特·乌杰接替，一直到2011年。该网站从互联网持续发展，到2000年3月，每天的浏览量超过5万。在2000年夏天，Index开设了在线汽车杂志网站Totalcar。但是，尽管Index一直保持增长，但在2000年却亏损了1.83亿匈牙利福林，再加上互聯網泡沫的破裂，使Index处于危险境地。该公司的财务状况不佳也意味着它无法与由电信公司MATÁV资助的竞争对手Origo竞争。到2001年底，Index实际上已没有现金储备。

### 2002年至2010年：佐尔坦·斯佩德的投资与业务持续增长
在2000年，鲍伊瑙伊·戈尔东的Wallis Rt收购了Index的33％的股份，使得公司财务上的资金充裕。Index对此搬到了新的办公室，并建立一个针对女性的新网站Velvet.hu。尽管Velvet的创建是专门出于广告客户的兴趣，但并未产生可观的收入。然而，Totalcar却取得了巨大的成功，在汽车专栏激烈的竞争上超越了对手Origo，甚至获得了自己的电视节目。这种成功加上员工人数的减少和在线广告市场的持续增长稳定了公司的财务状况。匈牙利商人KristófNobilis在2005年1月收购了Index的49％股份，随后在2005年4月收购了剩余的51％股份。这项收购导致许多人猜测该公司的真正持有者是OTP银行副总裁佐尔坦·斯佩德（ZoltánSpéder）。
2006年，佐尔坦·斯佩德在购买Index的股票时，他的参与的猜测被证明是正确的。至此，该网站的每日访问量已达40万。在2006年，Index还建立了自己的博客网站blog.hu。这还导致重新设计了Index的首页，并着重于博客内容。 Index也随着网络视频的到来而开始强调录像。到2008年，Spéder也开始更加参与公司的日常事务生活，成为Index业务发展的主要推手。

### 2010年至2017年：政治干预与几个关键人物离开
2010年匈牙利选举中，青年民主主义者联盟－匈牙利公民联盟以压倒性优势获胜成为执政党后，许多匈牙利媒体人开始担心政治干预新闻自由的影响力会增加。后来Index报导了一个批评奧班·維克多的新闻后，匈牙利政府开始对Index施压，条件就是开除Index的一名雇员。最终，佩特·乌伊（PéterUj）于2011年9月辞去了总编辑的职务，由一直在Index工作的ZsófiMészáros接代他的职位。
自2000年以来，Index其他几位重要人物，例如专栏作家ÁrpádTótaW、记者MártonBede 、编辑Albert Gazda和LászlóSzily也相继离开。 2013年，佩特·乌伊开通了一个新网站444.hu （页面存档备份，存于），进一步促进了Index新闻工作者的离开，其中包括总编辑ZsófiMészáros和除一名编辑之外的所有编辑人员（唯一的例外是GergelyDudás，他在ZsófiMészáros离开后成为Index的新主编）。Index在此之后招聘了大批的新记者，使得该网站的新闻内容出现了改变。其中一个显着的变化是Szabolcs Panyi和AndrásDezső的到来，他们长期调查和直率批评执政党的风格与Index以前的新闻业形成鲜明对比。Index之后在2014年重新设计首页，并删除了其博客网络。

### 2017年至令：拉霍斯·西米斯卡和新基金会
2014年2月，一名叫Pro-RátaHolding Zrt的寡头商人与拉霍斯·西米斯卡交流后，他签署了从佐尔坦·斯佩德购买Index的股权合约，而Index的员工对此并不知情。拉霍斯·西米斯卡在2015年成为奧班·維克多的政敌后，并与几位商人开始对购买Index的股权表现出兴趣。拉霍斯·西米斯卡在2017年开始收购Index，并随后控制了由身为律师兼Index董事会主席拉斯洛·博多莱（LászlóBodolai）主持的基金会，从而确保了该网络一定程度的独立性。Index的总编辑古格利·杜达斯（GergelyDudás）在看到新闻报导后才得知此消息。2017年4月21日，古格利·杜达斯在发表的社论中，对Index的独立性被政治干预和公司政策表示不满，不久后宣布辞职，由阿蒂拉·特斯·塞内西（AttilaTóth-Szenesi）接任。
Index的重要业务合作伙伴之一Indamedia于2018年被收购之后，Index自行发表了“独立性指标”，以让读者了解该网站的报导立场。Index也开始了众筹活动，以确保公司的独立性，此后其他匈牙利媒体公司也纷纷采取了相同行动。
2019年12月，扎博尔奇斯·杜尔（Szabolcs Dull ）成为了Index的新总编辑。2020年3月，Indamedia被米克洛斯·瓦齐利（MiklósVaszily）收购50％的股份，民众对Index独立性的担忧就达到了顶点，这是因为奥尔班的民粹主义政府执政这10年间，新闻机构陆续由亲政府人士收购接管或关闭，担心政府要全面控制Index网站。
米克洛斯·瓦齐利是与匈牙利执政党有密切联系的商人，也是匈牙利电视频道TV2的总裁，同时也是将另一个匈牙利新闻平台Origo转变为亲政府立场的渠道中发挥了关键作用。尽管米克洛斯·瓦齐利在2000年代后期曾担任Index的首席执行官，但由于他是亲奧班·維克多政府立场，引起了反对者的关注，担忧Index将从独立性新闻网站变成了亲政府的喉舌。这些担忧很快得到了证实，因为扎博尔奇斯·杜尔在2020年6月21日发表了一篇令人震惊的社论。他写道：“媒体受到外界压力，这可能会导致我们编辑人员的死亡，我们不确定是否能够长期保持这种工作状态。”该网站的独立性指标自2018年以来使用的图形也从「独立」变为「处于危险中」，表示Index可能正慢慢地失去其独立性。据报道，米克洛斯·瓦齐利此前在董事会上提出了一项頗有争议的商业计划，该计划会将创作内容外包出去，基本上意味着Index的独立新闻工作已经结束，被编辑人员视为是极具破坏性。
Index董事会主席拉斯洛·博多莱（LászlóBodolai）随后驳回了这些主张，称该计划不会继续进行。博多莱也将扎博尔奇斯·杜尔从Index董事会中撤职，但他还被允许继续担任总编辑一职。第二天，首席执行官安德拉斯·普斯泰（AndrásPusztay）宣布辞职，由ZsoltZődi取代。不过在6月30日，ZsoltZődi 也宣布辞职。 
2020年7月22日，Index的总编辑扎博尔奇斯·杜尔也被解除了职位，该网站职员随即跟管理层交涉。拉斯洛·博多莱拒绝了有关网站独立性受到威胁的说法，反指杜尔无法控制编辑室内部的紧张，导致混乱，营业额下降，广告商离开，因此才会被解雇。7月24日，该网站的80多名员工集体辞职，抗议该公司解雇扎博尔奇斯·杜尔的决定，并引发约3000名民众在布达佩斯参与声援Index的团结大游行，争取新闻自由，并指责政府企图打压向来直率批评总理奧班·維克多的网站。从Index辞职的员工随后宣布将建立一个新的在线新闻网站Telex.hu，同时向大众进行一项筹款活动，获得了23,000多人捐赠以帮助建立新的媒体渠道。

## 相关服务
Index还与其他各种各样的网站和服务有关。除了IndexFórum之外，这些网站现在都归Indamedia（一家独立公司）所有，但它们仍与Index保持密切联系，并经常在网站上显示站点。
- Blog.hu （页面存档备份，存于）：由Index于2005年创立，blog.hu是匈牙利最大的博客服务。来自blog.hu博客的内容通常会在Index2的“第二首页”上显示。许多博客都是由Index员工运营的。

- Indavideó （页面存档备份，存于）：Inda-Labs（Index的一部分）拥有的视频共享网站。尽管Indavideó仍是Index的主要视频共享网站，但Index也在YouTube上也很活跃。

- Indafotó （页面存档备份，存于）：面向匈牙利用户的图片共享网站。

- Indamail （页面存档备份，存于）：电子邮件提供商

- IndexFórum （页面存档备份，存于）：最初是早期互联网时代的一些主题网页，如今已成为讨论各种主题的留言板。

- Totalcar （页面存档备份，存于）：成立于2000年，是Index的第一批姐妹网站之一。尽管Totalcar早期主要是汽车杂志网站，但在获得成功以后，它拥有自己的电视节目，书籍，广播节目，摩托车网站和二手车网站。

- Velvet （页面存档备份，存于）：最初是一本女性杂志，现在是Index的小报。